# تایتان ۲۳جی
تایتان ۲۳جی، Titan II(23)G ,Titan 2(23)G یا Titan II SLV یک وسیله نقلیه پرتاب متوسط آمریکایی بود که از موشک بالستیک قاره‌پیمای LGM-25C Titan II مشتق شده بود. موشک‌های بازنشسته تایتان ۲ توسط مارتین مریتا تبدیل شدند، که شرکت گلن ال. مارتین، سازنده تایتان ۲ اصلی، در آنها ادغام شد. برای حمل محموله‌های نیروی هوایی ایالات متحده (USAF)، ناسا و اداره ملی اقیانوسی و جوی (NOAA) استفاده می‌شد. بین سال‌های ۱۹۸۸ تا ۲۰۰۳، سیزده پرتاب از مجتمع پرتاب فضایی ۴W (SLC-4W) در پایگاه نیروی هوایی وندنبرگ انجام شد.

## موشک‌های باقیمانده

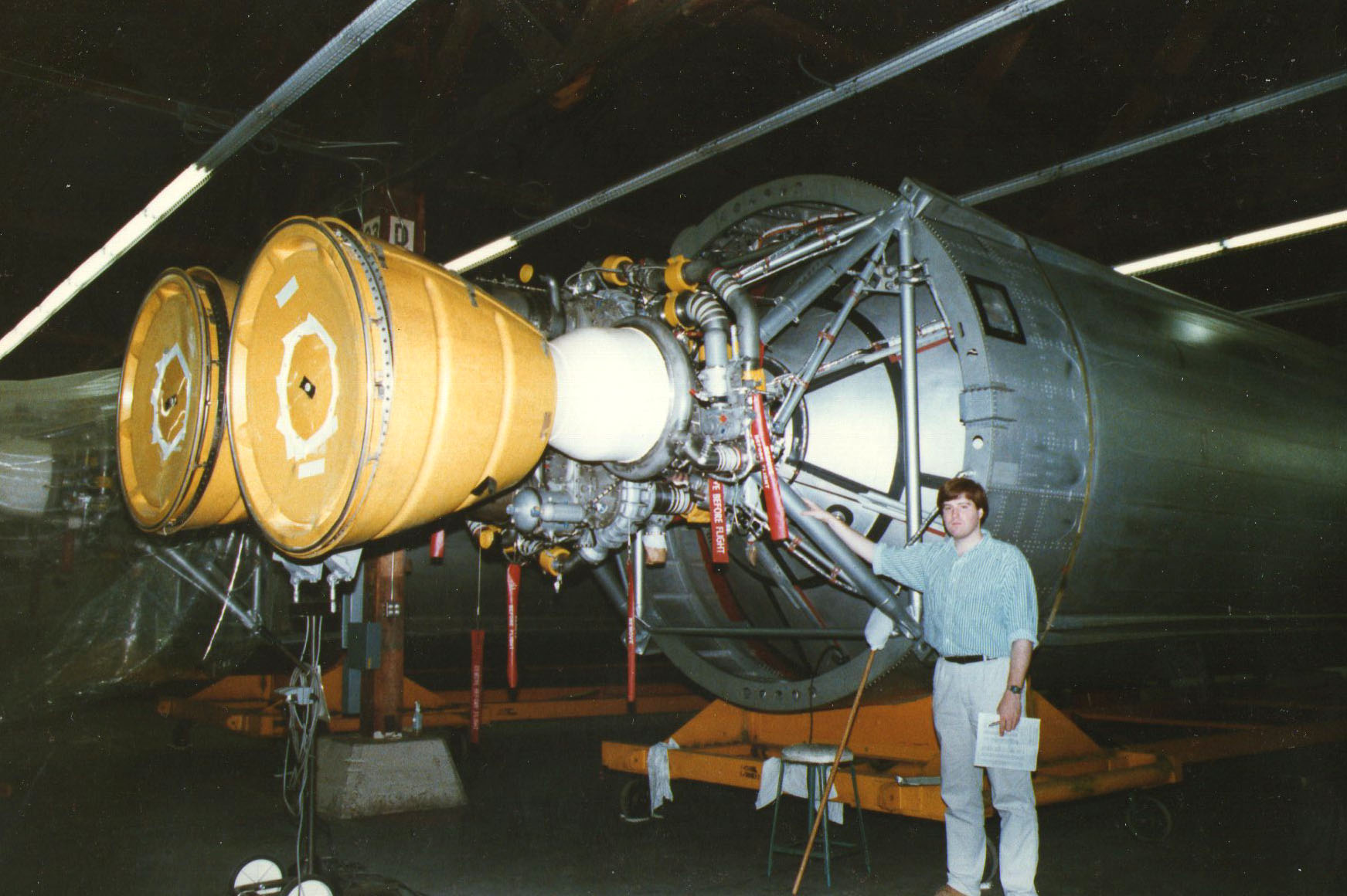
Titan-II B-108 در سال ۱۹۸۸ به برنامه یدکی Titan-23G10 تبدیل شد

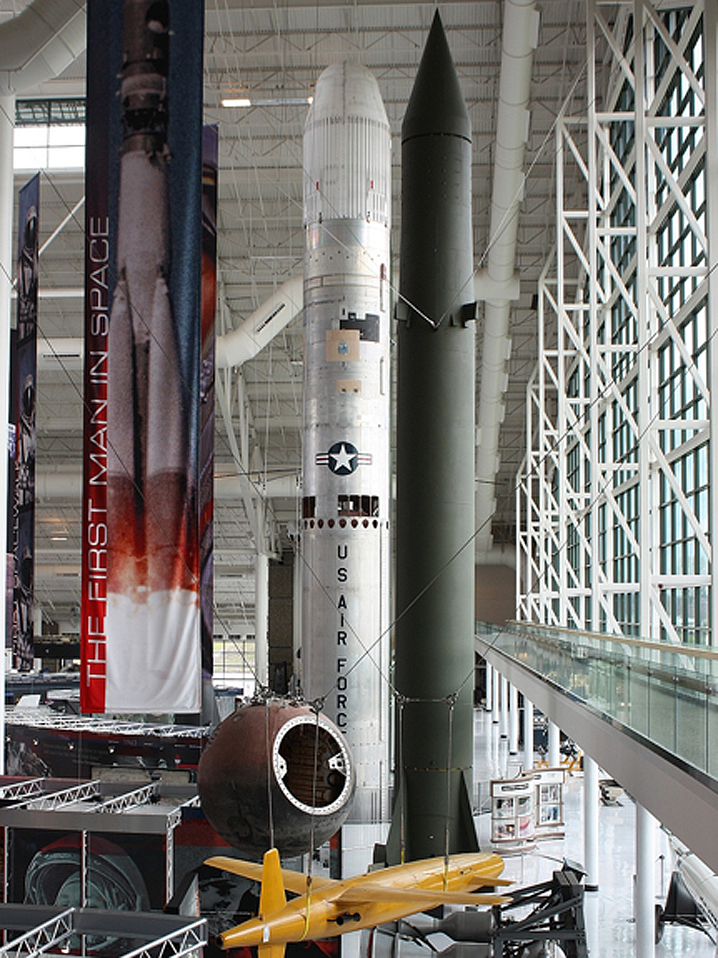
Titan-23G10 در موزه هوانوردی و فضایی همیشه سبز

چهاردهمین موشک، G-10، بر اساس تایتان ۲بی - ۱۰۸ حاوی مخزن اکسیژن از بی-۸۰، پرتاب نشد و در موزه هوانوردی و فضایی Evergreen در مک‌مینویل، اورگان نگهداری می‌شود.
۴۲ موشک تایتان ۲ باقیمانده در پایگاه نیروی هوایی دیویس–مونتهن ذخیره شده بود و اکثر آنها برای نجات شکسته شدند. چهار نفر به موزه‌ها منتقل شدند.